# Dorotea (comune)
Dorotea è un comune svedese di 2 875 abitanti, situato nella contea di Västerbotten. Il suo capoluogo è la cittadina omonima.